# Заклятие 4: Последний обряд
«Закля́тие 4: После́дний обря́д» (англ. The Conjuring: Last Rites) — будущий американский фильм ужасов о сверхъестественном режиссёра Майкла Чавеса, сценариста Дэвида Лесли Джонсон-Макголдрика и продюсеров Джеймса Вана и Питера Сафрана. Продолжение фильма «Заклятие 3: По воле дьявола» 2021 года и девятая картина франшизы «Вселенная „Заклятия“». Главные роли сыграли Патрик Уилсон и Вера Фармига.
Фильм выйдет в кинотеатрах США 5 сентября 2025 года.

## Сюжет
События фильма «Закля́тие 4: После́дние обря́ды» развиваются в 1986 году и показывают одно из самых известных расследований Уорренов — дело семьи Смерлов.

## В ролях
- Патрик Уилсон — Эд Уоррен[3]
- Вера Фармига — Лоррейн Уоррен[3]

## Создание
В мае 2021 года, в преддверии выхода фильма «Заклятие 3: По воле дьявола», режиссёр Майкл Чавес в интервью Empire рассказал о потенциальных будущих фильмах серии «Заклятие»: «[„По воле дьявола“] откроет новую главу для Уорренов. Это совершенно уникальная для фильмов „Заклятия“ развязка. Я с удовольствием посмотрю, что будет дальше». Актёры Патрик Уилсон и Вера Фармига также заинтересовались возвращением. «Боже мой, я бы с удовольствием [вернулась]», — заявила Фармига. «Это интересно, ведь с каждой серией необходимо усиливать уровень страха. Демонология и так очень громкая и оперная». В октябре 2022 года издание The Hollywood Reporter сообщило, что «Заклятие 4» находится в разработке, сценарий к картине пишет Дэвид Лесли Джонсон-Макголдрик, а Джеймс Ван и Питер Сафран вновь стали продюсерами.
До релиза «Проклятия монахини 2» в сентябре 2023 года Чавес заявил, что работа над сценарием четвёртой части «Заклятия», скорее всего, продолжится; режиссёр отметил, что проект рассматривается как «финал» предыдущих историй франшизы. В феврале 2024 года Чавес вступил в переговоры относительно должности режиссёра. Съёмки картины начнутся в середине 2024 года в Атланте (Джорджия).

## Релиз
«Заклятие 4: Последние обряды» выйдет в прокат в США 5 сентября 2025 года.